# Светега Петра Хриб
Светега Петра Хриб (словен. Svetega Petra Hrib) — поселення в общині Шкофя Лока, Горенський регіон, Словенія. Висота над рівнем моря: 655,5 м.